# Nicholas Henderson (Eishockeyspieler)
Nicholas Henderson (* 5. Juli 1990 in New Plymouth) ist ein neuseeländischer Eishockeyspieler, der seit 2010 bei den West Auckland Admirals in der New Zealand Ice Hockey League spielt.  

## Karriere
Nicholas Henderson spielt seit Beginn seiner Karriere als Eishockeyspieler bei den West Auckland Admirals, für die er in der Saison 2010 erstmals in der New Zealand Ice Hockey League spielte. Gleich in seiner ersten Saison wurde er mit seiner Mannschaft nach einer 1:3-Finalniederlage gegen den Botany Swarm neuseeländischer Vizemeister. Auch 2017 wurde er nach Finalniederlagen gegen die Southern Stampede mit der Mannschaft neuseeländischer Vizemeister. 2018 gelang dann durch einen Finalsieg gegen die Southern Stampede erstmals der Titelgewinn.

### International
Im Juniorenbereich stand Henderson für Neuseeland bei der U20-Weltmeisterschaft 2010 in der Division III auf dem Eis.
Mit der Herren-Nationalmannschaft nahm der Verteidiger an den Weltmeisterschaften der Division II 2013, 2014, 2015, als er gemeinsam mit dem Chinesen Cui Xijun zweitbester Scorer hinter dem Bulgaren Iwan Chodulow war und zum besten Spieler seiner Mannschaft gewählt wurde, 2016, 2017, 2018, 2019 und 2023 teil.

## Erfolge und Auszeichnungen
- 2018 Neuseeländischer Meister mit den West Auckland Admirals

## NZIHL-Statistik
(Stand: Ende der Saison 2022)